# Grote Prijs Raf Jonckheere 1958
De 8e editie van de Belgische wielerwedstrijd Grote Prijs Raf Jonckheere werd verreden op 28 juli 1958. De start en finish vonden plaats in Westrozebeke. De winnaar was Richard Van Genechten, gevolgd door Karel De Baere en Emiel Van Cauter.

## Uitslag
| Grote Prijs Raf Jonckheere 1958 |                       |                              |        |
| Plaats                          | Naam                  | Ploeg                        | Tijd   |
| Winnaar                         | Richard Van Genechten | Elvé-Peugeot-Marvan          | 4u 51' |
| 2                               | Karel De Baere        | Libertas-Dr. Mann            | 25"    |
| 3                               | Emiel Van Cauter      | Elvé-Peugeot-Marvan          | z.t.   |
| 4                               | Roger Devoldere       | Bertin-D'Alessandro-The Dura | z.t.   |
| 5                               | Georges Decraeye      | Plume-Vainqueur              | z.t.   |
| 6                               | Adhemar De Blaere     | Bertin-D'Alessandro-The Dura | z.t.   |
| 7                               | Henri Van Kerckhoven  | Carpano                      | z.t.   |
| 8                               | Gerard Devogel        | Bertin-D'Alessandro-The Dura | 30"    |
| 9                               | Pierre Gosselin       | Terryn-Simplex               | 35"    |
| 10                              | Daniel Patteeuw       | geen                         | z.t.   |

1951 · 1952 · 1953 · 1954 · 1955 · 1956 · 1957 · 1958 · 1959 · 1960 · 1961 · 1962 · 1963 · 1964 · 1965 · 1966 · 1967 · 1968 · 1969 · 1970 · 1971 · 1972 · 1973 · 1974 · 1975 · 1976 · 1977 · 1978 · 1979 · 1980 · 1981 · 1982 · 1983 · 1984 · 1985 · 1986 · 1987 · 1988 · 1989 · 1990 · 1991 · 1992 · 1993 · 1994 · 1995 · 1996 · 1997 · 1998 · 1999 · 2000 · 2001 · 2002 · 2003 · 2004 · 2005 · 2006 · 2007 · 2008 · 2009 · 2010 · 2011 · 2012 · 2013 · 2014 · 2015 · 2016 · 2017 · 2018 · 2019 · 2020 · 2021 · 2022